# Rainer Mang
Rainer Mang (* 13. April 1943 in Offenbach am Main; † 8. Juli 2007 in Berlin) war ein deutscher Bildhauer.

## Leben
Rainer Mang machte von 1957 bis 1960 eine Baulehre und anschließend bis 1963 verschiedene Praktika in den Bereichen Stahlbau, Schreinerei und Architektur. Nach zweijährigen Studienreisen in Europa war er seit 1965 am Ausbau der Ruinen von Serusclat le Haut in Südfrankreich beteiligt. Von 1968 bis 1976 studierte er Bildhauerei in Berlin; 1968 an der Akademie für Werkkunst und Mode, seit 1969 an der Hochschule für Bildende Künste (seit 1975: Hochschule der Künste, heute: Universität der Künste Berlin). Dort wurde er Meisterschüler bei Shinkichi Tajiri. Dem schloss sich 1976 ein Aufenthalt im Atelierhaus in Worpswede an. 1979 gründete er mit Frank Dornseif, ter Hell, Elke Lixfeld, Reinhold Pods und Gerd Rohling die Gruppe und Galerie 1/61 in Berlin.
Werke von Rainer Mang befinden sich in folgenden öffentlichen und privaten Sammlungen: Neue Nationalgalerie, Berlin; Neues Museum Weserburg, Bremen; Museet for Samtidskunst, Roskilde (Dänemark); Sammlung Böckmann.
Rainer Mang nahm als ordentliches Mitglied des Deutschen Künstlerbundes zwischen 1977 und 1989 an fünf großen DKB-Jahresausstellungen teil.

## Auszeichnungen
- 1980: Villa-Romana-Preis, Florenz
- 1984: P.S.1 Studio Artist, Stipendium, MoMA, New York, und Glockengassen-Preis, Köln

## Ausstellungen
- 1977:	25. Jahresausstellung des Deutschen Künstlerbundes, Frankfurt a. M.
- 1977: Hommage a Cassel, Kassel
- 1978:	Darmstädter Sezession
- 1981: Staatliche Kunsthalle Berlin, Situation Berlin, Musee de Nice, anschließend Kunsthalle Wilhelmshaven
- 1982: Neuer Berliner Kunstverein, Berlin; Kunstverein München; Berliner Kunst – Dada, Montage, Konzept, Berlinische Galerie, Berlin Trival – ein Signal, Städtische Galerie Regensburg
- 1984: Kunstverein Hannover "Zwischen Malerei und Plastik"; Lehmbruck-Museum, Duisburg "Bella Figura"; Goethe-Institut New York
- 1985: P.S.1, New York
- 1991: Hakaone Museum, Tokyo
- 1993: Kestner-Gesellschaft, Hannover
- 1993: Galerie Zörnig + Mock, Hannover[3]
- 1999: Kunsthalle Göppingen, "Berlin 80er Jahre- aus einer Berliner Privatsammlung", Gruppenausstellung
- 2018: Galerie Mutter Fourage Berlin, Rainer Mang & Michael Otto – Skulpturen, Gemälde und Zeichnungen